# Dorling Kindersley Limited
Dorling Kindersley Limited (бренд DK) — британська багатонаціональна видавнича компанія, що спеціалізується на випуску ілюстрованої довідкової літератури для дорослих та дітей 63 мовами. Вона є частиною Penguin Random House, дочірньої компанії німецького медіаконгломерату Bertelsmann. Заснована в 1974 році, DK публікує широкий спектр видань у таких жанрах як подорожі (включаючи DK Eyewitness travel), історія, наука, природа, спорт, садівництво, кулінарія та виховання дітей. Генеральний директор DK у світі — Карстен Коесфельд. Офіси DK розташовані в Нью-Йорку, Мельбурні, Лондоні, Мюнхені, Нью-Делі, Торонто, Мадриді, Пекіні та Цзянмені. DK працює з такими ліцензійними партнерами, як Disney, LEGO, DC Comics, Королівське садівниче товариство, MasterChef та Смітсонівський інститут. DK замовив Мері Беррі, Монті Дону, Роберту Вінстону, Х'ю Річардсу та Стіву Моулду низку книг.

## Історія
Компанія DK була заснована в 1974 Крістофером Дорлінгом і Пітером Кіндерслі в Лондоні як компанія з упакування книг. Її першою книгою як видавець у Великій Британії був «Посібник з надання першої допомоги» для британських добровільних медичних служб.
DK Inc. почала видаватися у США 1991 року. У тому року компанія Microsoft купила 26 відсотків акцій DK.
У 1999 році компанія переоцінила ринок книг про «Зоряні війни» і залишилася з мільйонами непроданих екземплярів, що призвело до непосильних боргів. У результаті наступного року DK була поглинена медіакомпанією Pearson plc і стала частиною Penguin Group, якій також належав лейбл Penguin Books. Після поглинання DK продовжувала продавати книги про «Зоряні війни».
У 2013 році Bertelsmann та Pearson завершили злиття та утворили Penguin Random House. Bertelsmann належало 53 %, а Pearson — 47 % компанії. Торгова видавнича діяльність Penguin продовжувала включати DK у межах новоствореного Penguin Random House. У липні 2017 року Pearson погодився продати 22 % акцій компанії Bertelsmann, зберігши у себе 25 % акцій. У грудні 2019 року Bertelsmann погодився придбати 25 % акцій Pearson у Penguin Random House і, відповідно, DK, зробивши її дочірньою компанією Bertelsmann.
У 2019 році Prima Games було продано Asteri Holdings.